# Madame de Ventadour
Charlotte de La Motte-Houdancourt, duquesa de Ventadour (Charlotte Eléonore Madeleine; 1654 – 1744) fue una funcionaria francesa de la Corte Real francesa. Fue institutriz del rey Luis XV de Francia, bisnieto del rey Luis XIV . A ella se le atribuye haber salvado a Luis XV de los cuidados de los médicos reales cuando enfermó de niño de sarampión. 
Ella era la Gouvernante des enfants royaux, institutriz de los niños de Francia al igual que lo fue su madre, su nieta y su bisnieta .

## Primeros años y matrimonio
Charlotte era la menor de las tres hijas de Philippe de La Mothe Houdancourt, duque de Cardona y mariscal de Francia (m. 1657), y Louise de Prie, marquesa de Toucy, duquesa de La Motte Houdancourt, institutriz de los hijos de Francia. Las hermanas de Charlotte eran:
- Françoise Angélique de La Mothe Houdancourt, dama de Fayel (n. 1650), que se casó el 28 de noviembre de 1669 con Louis Marie Victor, duque de Aumont (9 de diciembre de 1632 – 5 de abril de 1711).
- Marie Isabelle Angélique de la Mothe Houdancourt, duquesa de La Ferté Senneterre (f. 1726).

Charlotte se casó con Louis Charles de Lévis, duque de Ventadour y gobernador del Lemosín (1647-1717), el 14 de marzo de 1671 en París.
El duque era generalmente considerado "horrible"; muy feo, físicamente deforme y sexualmente libertino, pero los privilegios de ser duquesa compensaban el desafortunado matrimonio, como por ejemplo, le tabouret, un taburete elaborado y tapizado con patas de madera con un alto símbolo de privilegio, ya que concedía automáticamente el honor de sentarse en presencia de la familia real.

En una carta a su hija, Madame de Sévigné describió un incidente que tuvo lugar en St. Germain durante una audiencia con la Reina.
"... entraron muchas duquesas, incluida la bella y encantadora duquesa de Ventadour. Hubo un poco de demora antes de que le trajeran el taburete sagrado. Me volví hacia el Gran Maestro y le dije: 'Oh, dáselo'. Ciertamente le costó bastante', y él estuvo de acuerdo".
Charlotte y Louis Charles tuvieron una hija, Anne Geneviève de Lévis, nacida en febrero de 1673. Después del nacimiento de su hija, Madame de Ventadour prefirió residir en París separada de su marido y no tuvo más hijos. Finalmente consiguió un nuevo puesto en la corte.

## Carrera en la Corte Real

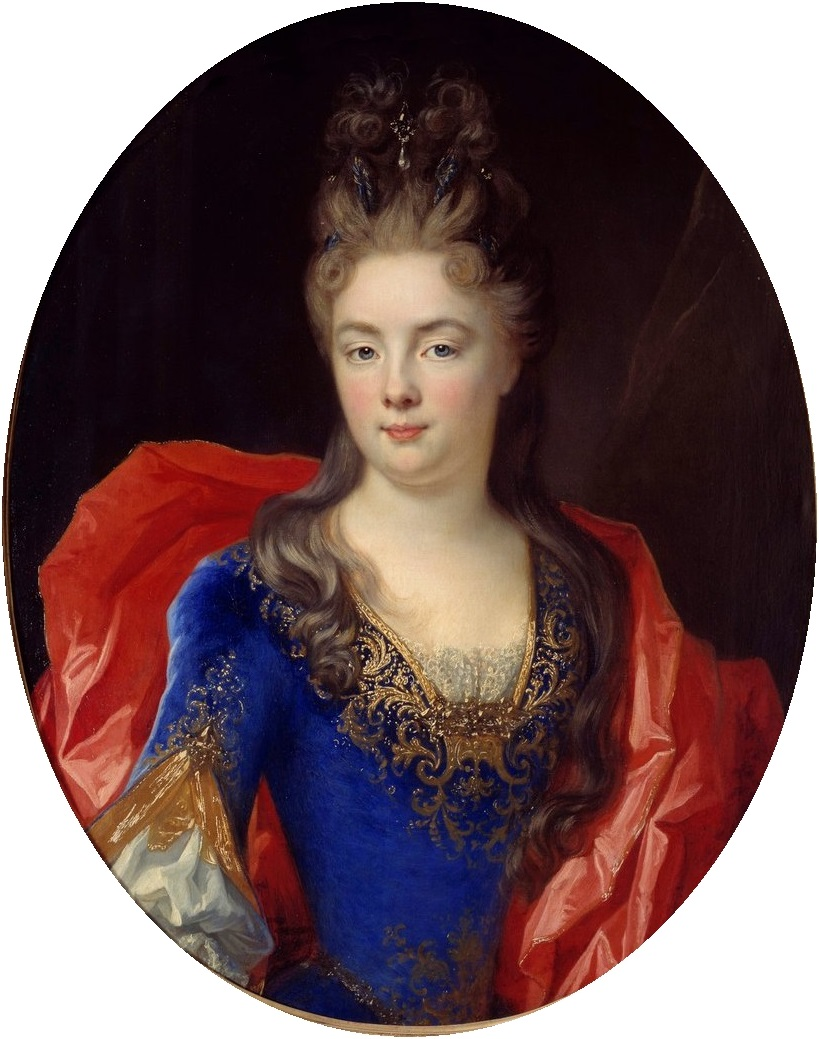
Su única hija, Anne Genevieve de Levis, de Nicolas de Largillière.

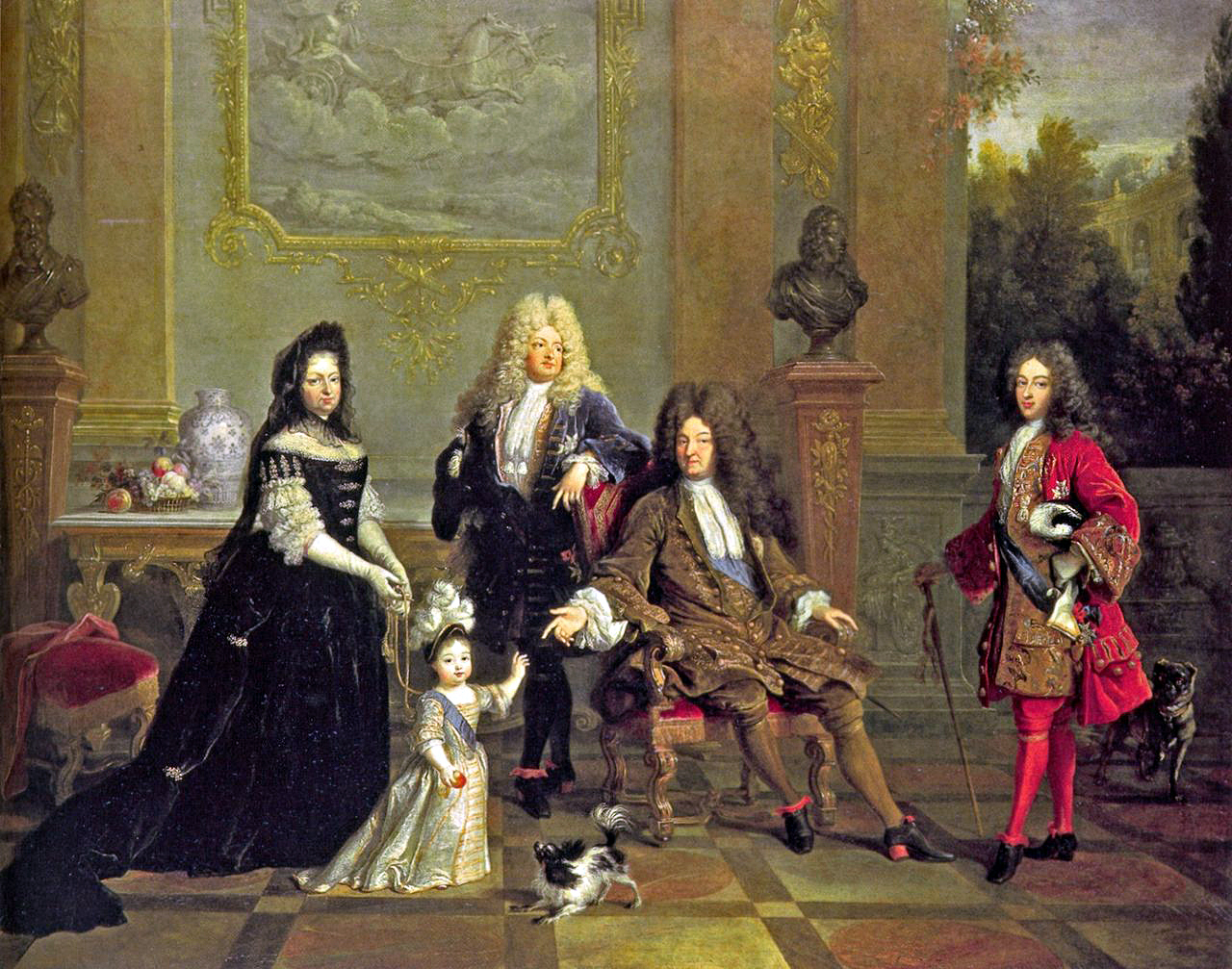
Madame de Ventadour con retratos de Luis XIV y sus herederos (1715-1720) Londres, Colección Wallace.
Un retrato compuesto de la sucesión borbónica, realizado en el período 1715-1720. Luis XIV, rodeado de sus herederos, hace un gesto a su bisnieto, Luis, duque de Anjou (el futuro rey Luis XV), simbolizando la aprobación del monarca hacia su joven heredero. Madame de Ventadour, la institutriz del joven duque sostiene en sus manos las riendas de su cargo. Su presencia hace referencia a su papel en la "salvación" de la dinastía en la epidemia de sarampión de 1712.

Madame de Ventadour vivió la mayor parte de su vida en la Corte Real de Versalles, donde tuvo una larga carrera, ocupando diferentes cargos durante más de setenta años. Entre 1660 y 1671 (año de su matrimonio), sirvió como Fille d'honneur, dama de compañía de la Reina.
Unos años después de su matrimonio consiguió un nuevo cargo en la corte y sirvió como Dame d'honneur de la cuñada del rey, Isabel Carlota del Palatinado, entre 1684 y 1703. Ventadour era muy querida por la princesa Isabel Carlota, quien más tarde culpó a Madame de Maintenon por ocupar el nuevo puesto de Dame d'honneur en 1703.
Madame de Ventadour fue nombrada en 1704 institutriz adjunta de los hijos de Francia. Desempeñó dicho cargo conjuntamente su hermana Marie Isabelle Angélique de La Mothe-Houdancourt, mientras que su madre siguió siendo la gobernanta principal. Fueron asistidas por Anne Julie de Melun, Madame de La Lande, y Marie-Suzanne de Valicourt. Cuando su madre murió en 1709, esta fue sucedida por su hermana Marie y un año más tarde por Madame de Ventadour.
En 1712, un brote de sarampión afectó a la familia real francesa y provocó sucesivas muertes de gran relevancia que afectarían la sucesión al trono. La primera en morir fue la delfina, María Adelaida de Saboya. Una semana después de su muerte, su marido Luis de Francia, el Petit Dauphin, también murió, dejando a sus hijos Luis, duque de Bretaña, y Luis, duque de Anjou, huérfanos, y al hijo mayor como heredero al trono.
Sin embargo, la enfermedad aún no había acabado su curso, tanto el duque de Bretaña (ahora Delfín) como el duque de Anjou enfermaron de sarampión. El Delfín fue atendido por los médicos reales, practicándole numerosas sangrías con el fin de purificar la sangre y, por tanto, su recuperación. En cambio, simplemente debilitó al joven, que murió rápidamente, dejando al duque de Anjou como heredero. Decidiendo que no permitiría que se aplicara el mismo tratamiento al duque de Anjou, Madame de Ventadour se encerró con tres niñeras y se negó a permitir que los médicos se acercaran al niño. Luis sobrevivió a su enfermedad y se convirtió en rey de Francia tras la muerte de su bisabuelo, Luis XIV, tres años después.
Madame de Ventadour continuó en su puesto de institutriz real hasta 1717, cuando se consideró que el joven rey tenía edad suficiente para ser criado por hombres. El rey fue entregado a un gobernador, François de Neufville, duque de Villeroy, que era amigo y reputado amante de Madame de Ventadour. Su marido murió ese mismo año. Luego retomó su lugar como Dame d'honneur de Isabel Carlota del Palatinado.
En 1721, fue nombrada institutriz real de la esposa del rey Mariana Victoria de Borbón, Infanta de España, quien llegó a Francia a la edad de tres años para ser educada como la futura reina de Francia. Su cargo se disolvió en 1725 cuando Mariana Victoria fue enviada de regreso a España.
Entre 1727 y 1735, volvió a servir como institutriz real, ahora para los hijos de su antiguo encargado Luis XV, cuyas hijas gemelas nacieron en 1727. Se retiró en favor de su nieta en 1735.
Murió en el castillo de Glatigny, su residencia en Versalles. A través de su hija es antepasada de los Príncipes de Guéméné de la Casa de Rohan, que actualmente viven en Austria.